# سربوهی دیوساب
سربوهی دیوساب (انگلیسی: Srpouhi Dussap؛ زادهٔ ۱۸۴۰ - درگذشته ۱۹۰۱) یک نویسنده، و اولین رمان‌نویس زن اهل ارمنستان است.
وی خواهر هوهانس واهانیان بود.

## زندگی‌نامه
دیوساب با نام اصلی سربوهی واهانیان در محله اورتاکوی، کنستانتینوپل به دنیا آمد.
دیوساب دو فرزند به نام‌های Dorine و Edgar داشت Dorine در سال ۱۸۹۱ درگذشت.